# Biserica Nașterea Maicii Domnului din Suceava
Biserica „Nașterea Maicii Domnului” din Suceava, cunoscută și sub denumirea de Biserica Martirilor „In Memoriam”, este un lăcaș de cult ortodox construit în perioada 1996–2004 în municipiul Suceava. Edificiul religios este dedicat memoriei celor care s-au jertfit și au murit în închisorile comuniste, fiind situat în spatele Palatului de Justiție din Suceava, clădire în care între anii 1947–1956 a funcționat o închisoare unde au fost deținuți și schingiuiți luptătorii anticomuniști. Biserica se află pe Aleea Trandafirilor, la limita între centrul orașului și cartierul Areni, și are două hramuri: Nașterea Maicii Domnului, sărbătorit la data de 8 septembrie, și Sfinții 40 de mucenici din Sevastia, sărbătorit la 9 martie când sunt pomeniți cei care s-au jertfit în temnițele regimului comunist de pretutindeni.

## Istoric
În anul 1885, pe locul unde înainte se afla o cazarmă militară, este construită de către autoritățile austriece din Ducatul Bucovinei o clădire cu scopul de a servi ca sediu pentru Tribunalul Cercual, Judecătoria Districtuală și Cartea Funciară Suceava. Edificiul este realizat în stil neoclasic după planurile arhitectului vienez Ferdinand Fellner. În partea din spate a imobilului, care astăzi poartă numele de Palatul de Justiție, este amenajată singura închisoare din districtul Suceava.
În anul 1947 Partidul Comunist Român preia puterea, devenind singurul partid politic oficial ce activează pe scena politică din România. Începând cu același an, la închisoarea din Suceava sunt aduși și încarcerați deținuți politici, în special tineri din toată Moldova, cei mai mulți dintre ei studenți (unii fiind legionari sau membri ai unor partide interzise precum PNȚ sau PNL). Până în 1956, când Penitenciarul este mutat la Botoșani și clădirea în care acesta a funcționat este atribuită administrației locale, aici s-au jertfit și au murit luptătorii anticomuniști.

Troița în memoria luptătorilor anticomuniști

După Revoluția Română din 1989 care a dus la căderea regimului comunist, pe peretele din partea din spate a clădirii, în locul unde s-a aflat închisoarea, este amplasată o placă memorială din marmură albă pe care se află următoarea inscripție: „În această clădire, au fost schingiuiți și martirizați, unii dintre cei mai buni fii ai neamului românesc, care s-au jertfit pentru libertate, luptînd împotriva comunismului”. La 20 septembrie 1992, lângă Palatul de Justiție, în partea din spate, este dezvelită o troiță în memoria luptătorilor anticomuniști, realizată din lemn și aflată pe un soclu din piatră. Pe soclu se află o placă de marmură cu următoarea inscripție: „In memoriam pentru cei care au suferit în temnițele și lagărele comuniste în perioada anilor 1944–1989. 20.09.1992.”
La inițiativa preotului Viorel Ioan Vârlan și a câtorva personalități locale este înființată în toamna anului 1994 Fundația „In Memoriam”. În 1996 ia ființă Parohia Nașterea Maicii Domnului din Suceava, sub patronajul căreia se începe editarea unei reviste cu tematică spirituală ortodoxă. În același an preotul paroh Vârlan călătorește în Statele Unite ale Americii pentru a strânge fondurile necesare ridicării unei biserici închinate memoriei celor care s-au jertfit în timpul dictaturii comuniste. La data de 1 august 1996, în spațiul neocupat de clădiri din spatele Palatului de Justiție, situat între străzile Aleea Trandafirilor și Anastasie Crimca, este pusă piatra de temelie a noului lăcaș de cult. Prima etapă a lucrărilor o constituie turnarea demisolului, ieșit în elevație. Costurile ridicării noii biserici sunt acoperite din surse private prin intermediul fundației creștin-ortodoxe înființate în 1994, o parte din fonduri venind de la români din străinătate (SUA, Germania, Grecia etc.). Lucrările de construcție a lăcașului durează opt ani.

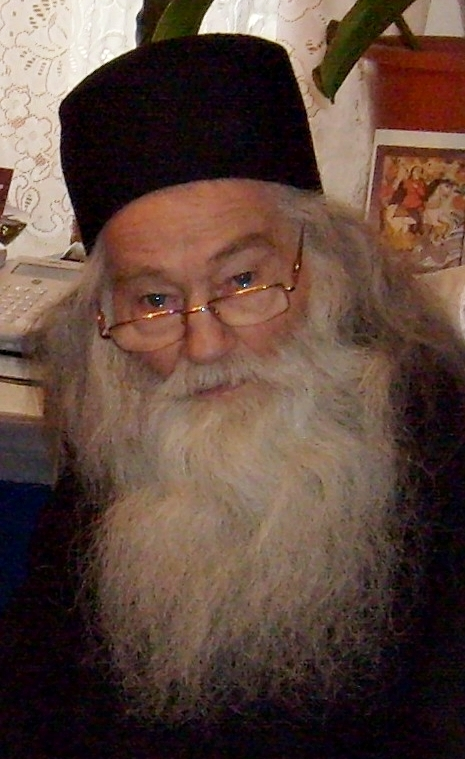
Iustin Pârvu a fost deținut în închisoarea de la Suceava

La 12 septembrie 2004 are loc sfințirea edificiului. La slujba de sfințire, oficiată de un sobor de preoți și diaconi în frunte cu ÎPS Pimen Zainea (Arhiepiscopul Sucevei și Rădăuților), participă reprezentanți ai autorităților locale din Suceava, personalități din străinătate, unii dintre cei care au contribuit la ridicarea edificiului, membrii Fundației „In Memoriam”. Cu acest prilej, preotul paroh Viorel Ioan Vârlan declara: „Biserica «Nașterea Maicii Domnului» este o biserică cu o arhitectură specială, atipică, dacă aș putea spune, dar care păstrează toate coordonatele unei biserici ortodoxe. Biserica este un memorial pentru că așa s-a pornit de la început: cu gândul de a construi o biserică-memorial adusă slavei lui Dumnezeu, în primul rând, și, în al doilea rând, închinată jertfei eroilor neamului, în special a celor care au adormit întru Domnul în închisorile comuniste.” Între preoții care au suferit în închisoarea ce s-a aflat pe locul bisericii se numără Iustin Pârvu, Alexandru Corneanu, Dobrescu Manolache, Dionisie Preda.

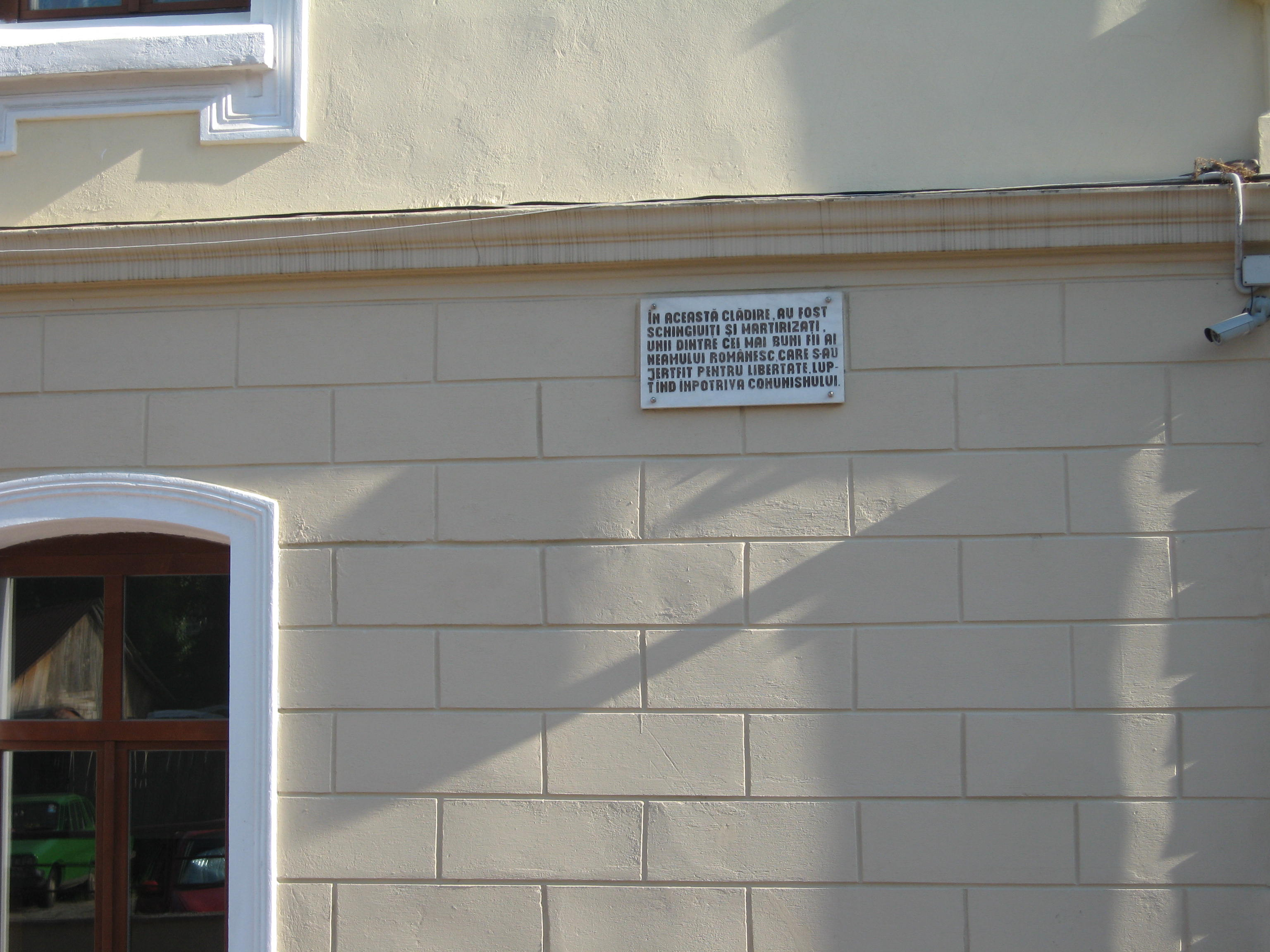
Placă memorială pe peretele Palatului de Justiție, în locul unde s-a aflat închisoarea

Lăcașul de cult are două hramuri. Primul, sărbătorit la 8 septembrie, este și cel care dă numele bisericii: Nașterea Maicii Domnului,  cunoscută în popor și ca Sfânta Maria Mică, prima sărbătoare mare a anului bisericesc. Al doilea hram, sărbătorit în fiecare an pe 9 martie, de ziua celor 40 de mucenici din Sevastia din calendarul ortodox, este și ziua de pomenire a celor care s-au jertfit în temnițele regimului comunist din România și de pretutindeni. Încă din anul 1996 Arhiepiscopia Ortodoxă Română din cele două Americi, păstorită de ÎPS Nicolae Condrea, a decretat 9 martie ca zi de comemorare a eroilor rezistenței anticomuniste.

Grupul statuar „Familia Brâncoveanu”

În octombrie 2004, în spațiul verde de pe latura vestică a edificiului religios este amplasat grupul statuar „Familia Brâncoveanu”. Monumentul este realizat de către sculptorița Ginete Sántha, fiind amplasat în anul 1978 în Parcul Trandafirilor, pe latura de est a Palatului de Justiție. Deoarece era aproape neobservat, s-a dorit mutarea lui într-un loc unde să devină vizibil. La dorința preotului Viorel Vârlan, care a considerat că grupul statuar reprezentându-i pe cei care și-au jertfit viața pentru credința ortodoxă s-ar potrivi mult mai bine lângă Biserica „In Memoriam”, municipalitatea Sucevei a aprobat mutarea monumentului. Acesta a fost poziționat pe axul crucii, fiind sfințit la 16 august 2005, de Sărbătoarea Sfinților Martiri Brâncoveni.
Grupul statuar este realizat din bronz și îl înfățișează pe voievodul Constantin Brâncoveanu (1688–1714) în picioare, împreună cu soția sa și cei șapte copii ai lor, toți formând un grup monolit. Costumele purtate de voievod și familia sa sunt stilizate. Opera are 1,79 metri înălțime, 0,95 metri lungime și 0,47 metri lățime și se află pe un soclu din beton, placat cu marmură neagră.
În 2008, după finalizarea catapetesmei lăcașului, sculptată în lemn de tei, sunt demarate lucrările de pictură interioară. Alături de preotul paroh Viorel Vârlan, la Biserica „Nașterea Maicii Domnului” slujesc preotul Dumitru Airinei, dar și decanul de vârstă al preoților în activitate din județul Suceava, Laurențiu Milici. La 11 ianuarie 2015 acesta a împlinit 91 de ani, moment ce a fost marcat la Biserica „In Memoriam”.

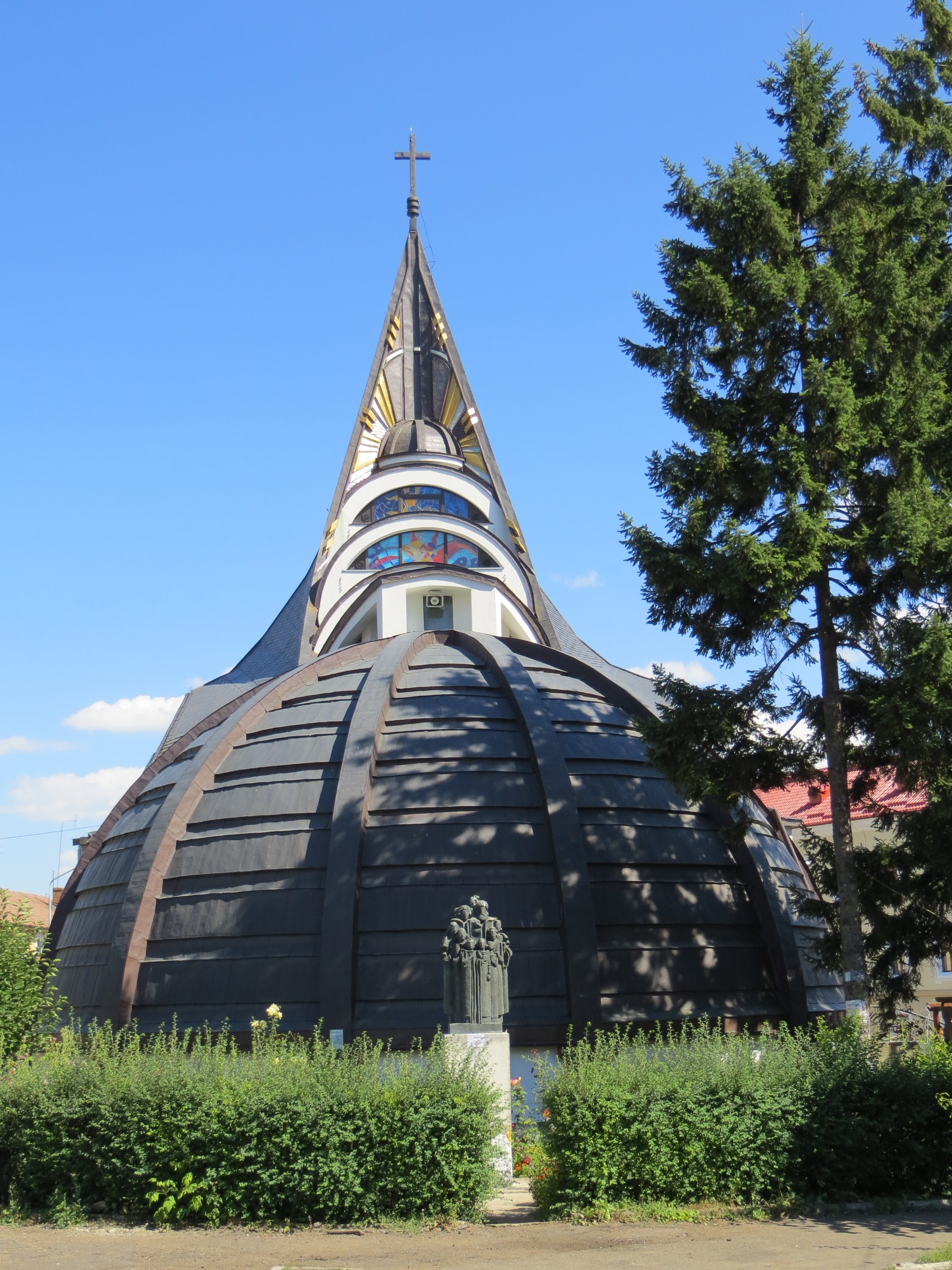
Semicalota pridvorului, turla de deasupra naosului și grupul statuar „Familia Brâncoveanu”

## Descriere și arhitectură
Edificiul este construit după planurile arhitectului Doru Ghiocel Olaș, care a proiectat încă nouă lăcașuri de cult ortodox în municipiul Suceava, între care și Catedrala „Nașterea Domnului”. Arhitectura bisericii este una atipică, fapt ce o diferențiază de celelalte lăcașuri ortodoxe din zona Bucovinei.
Interiorul bisericii este împărțit în patru încăperi: pridvor, pronaos, naos și altar. Pridvorul are o formă semicirculară, diametrul său fiind mai mare decât lățimea restului corpului construcției. În decroșurile pe care acesta le formează cu restul edificiului, pe cele două laturi, există câte o ușă de intrare. Spațiul pridvorului este acoperit printr-o semicalotă. Pronaosul bisericii este asimilat naosului, cele două spații formând împreună un corp comun de formă pătrată. Prin suplimentarea spațiului pronaosului cu două buzunare laterale și cu balcoane peste cele două buzunare laterale, edificiul intră în categoria bisericilor de oraș. În pereții de nord și de sud ai naosului, în partea estică a acestuia se află două abside laterale, de formă dreptunghiulară, ce formează un mic decroș cu corpul naosului. Deasupra naosului se ridică o turlă, în vârful căreia se află o cruce. Turla este asimetrică, în partea de vest urcând în trepte boltite, iar în partea de est urcând în plan vertical (unde se află trei ferestre alungite). Acoperișul turlei se continuă pe cele două laterale ale bisericii cu două streșini de dimensiuni mari, înclinate către pridvor. Altarul, cu o înălțime mult mai mică față de restul bisericii, are aspectul unei abside de formă circulară. În peretele sudic al acestuia există o ușă de intrare.

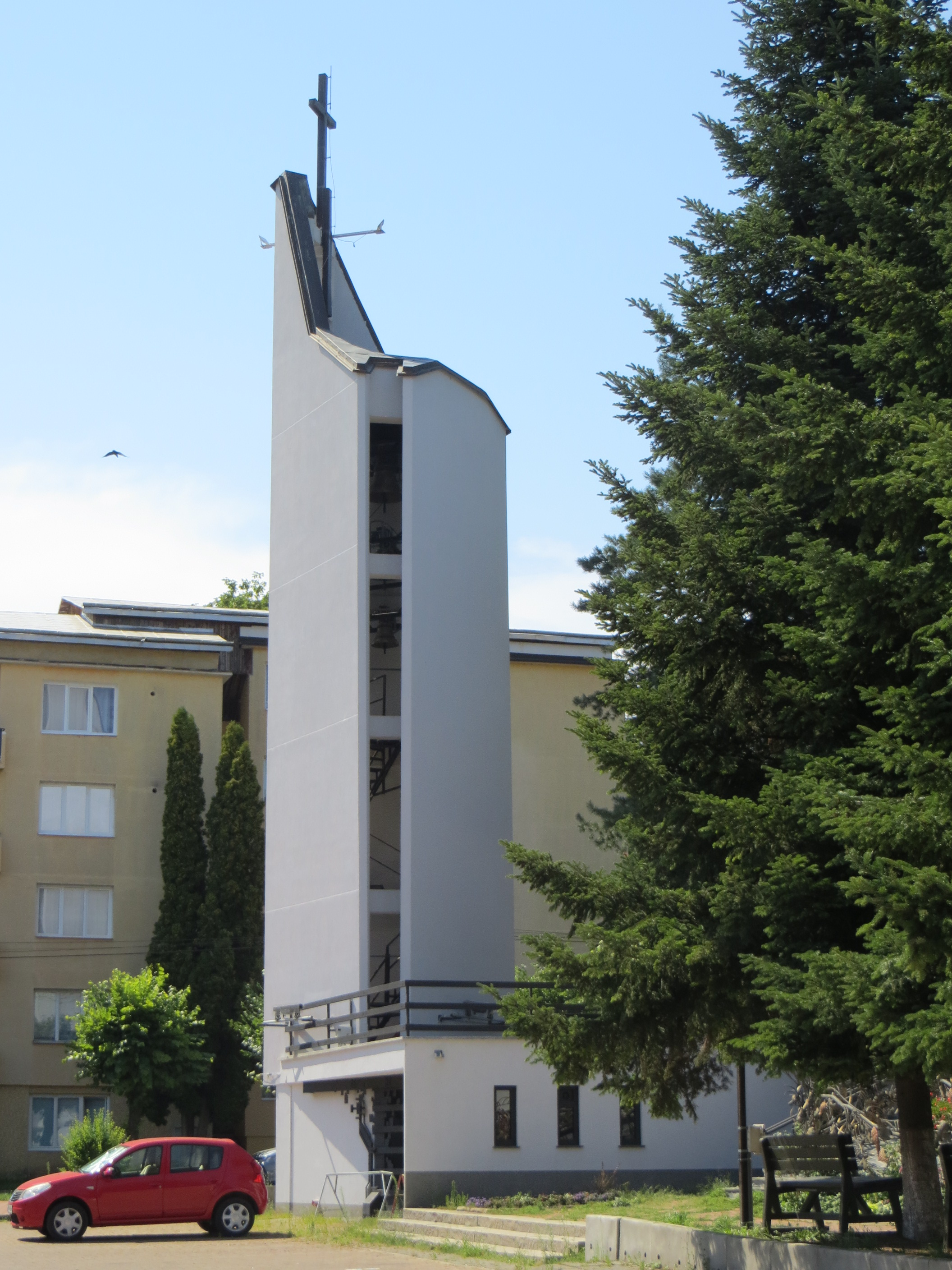
Turnul Unirii

Subsolul bisericii include o sală-muzeu. În imediata vecinătate, la strada Anastasie Crimca, există o capelă din lemn și o mică clopotniță. Spațiul pe care se află aceste două construcții, cu suprafața de 240 de metri pătrați, a aparținut Ministerului Justiției. Preotul paroh Vârlan a solicitat în anul 2015 acest spațiu în vederea construirii unui turn clopotniță cu bibliotecă, ce ar urma să întregească ansamblul arhitectural „In Memoriam”. Conform preotului Vârlan, biblioteca urma să cuprindă arhive, documente, cărți și alte obiecte reprezentând mărturii ale foștilor deținuți politici care au suferit în închisoarea ce a funcționat la jumătatea secolului al XX-lea în clădirea actualului Palat de Justiție, cât și a altor victime ale prigoanei comuniste de la acea vreme din zona Bucovinei. În 2018 începe construcția turnului clopotniță. Acesta este inaugurat la 28 noiembrie 2022, de Ziua Bucovinei. Denumit Turnul Unirii și proiectat de arhitectul Olaș, monumentul are o înălțime de 24 de metri și trei fațete, care reprezintă Sfânta Treime și cele trei provincii românești: Moldova, Transilvania și Țara Românească. Turnul este dedicat memoriei eroilor români care au înfăptuit Marea Unire.

## Fundația și revista „In Memoriam”
Fundația „In Memoriam” a fost înființată în toamna anului 1994 la inițiativa câtorva personalități locale, între care doctorul Dragoș Corlățeanu, Constantin Sofroni (pe atunci președinte al Consiliului Județean Suceava), Gavril Mîrza (vicepreședinte al Consiliului Județean Suceava), avocatul Călin Rodica, preotul Viorel Ioan Vârlan și alții. Doctorul Ioan Iețcu, președintele fundației și autorul volumului Elogii mâinilor declara: „Fundația își propunea să înfăptuiască un act de dreptate pentru cei asasinați în «Bastilia Bucovinei» și îngropați fără preot, fără nume, fără cruce, în spațiul care la strada mare se termină cu statuile celor trei pașoptiști români: Mihail Kogălniceanu, Alecu Russo și Costache Negri, realizate de sculptorul bucovinean Gavril Covalschi”. La data de 24 ianuarie 2012, fundația devine membră a Asociației Române de Politică Externă (ARPE). În felul acesta, cele două entități pot organiza împreună la nivelul județului Suceava diferite acțiuni culturale și științifice.
Fundația „In Memoriam” și Parohia Nașterea Maicii Domnului din Suceava editează începând cu anul 1996 revista „In Memoriam”, o publicație bilunară ortodoxă de opinie și renaștere moral-spirituală. Revista este gândită ca un omagiu pentru cei care au luptat împotriva comunismului, reamintind cititorilor săi despre jertfa înaintașilor și despre suferința pe care au îndurat-o în temnițele comuniste. Publicația este realizată după modelul revistelor tipărite în parohiile americane. De-a lungul timpului revista a prezentat articole diverse pe teme religioase și culturale, dar și numeroase interviuri cu foști detinuți politici, care s-au stabilit ulterior în Statele Unite ale Americii. Din colectivul de redacție, condus de preotul Vârlan, fac parte poeta Carmen Veronica Steiciuc, doctorul Ioan Iețcu, preotul Teodor Damian din New York, scriitorul Dumitru Oniga, Adrian Popovici și Elena Daniela Vârlan.

## Imagini

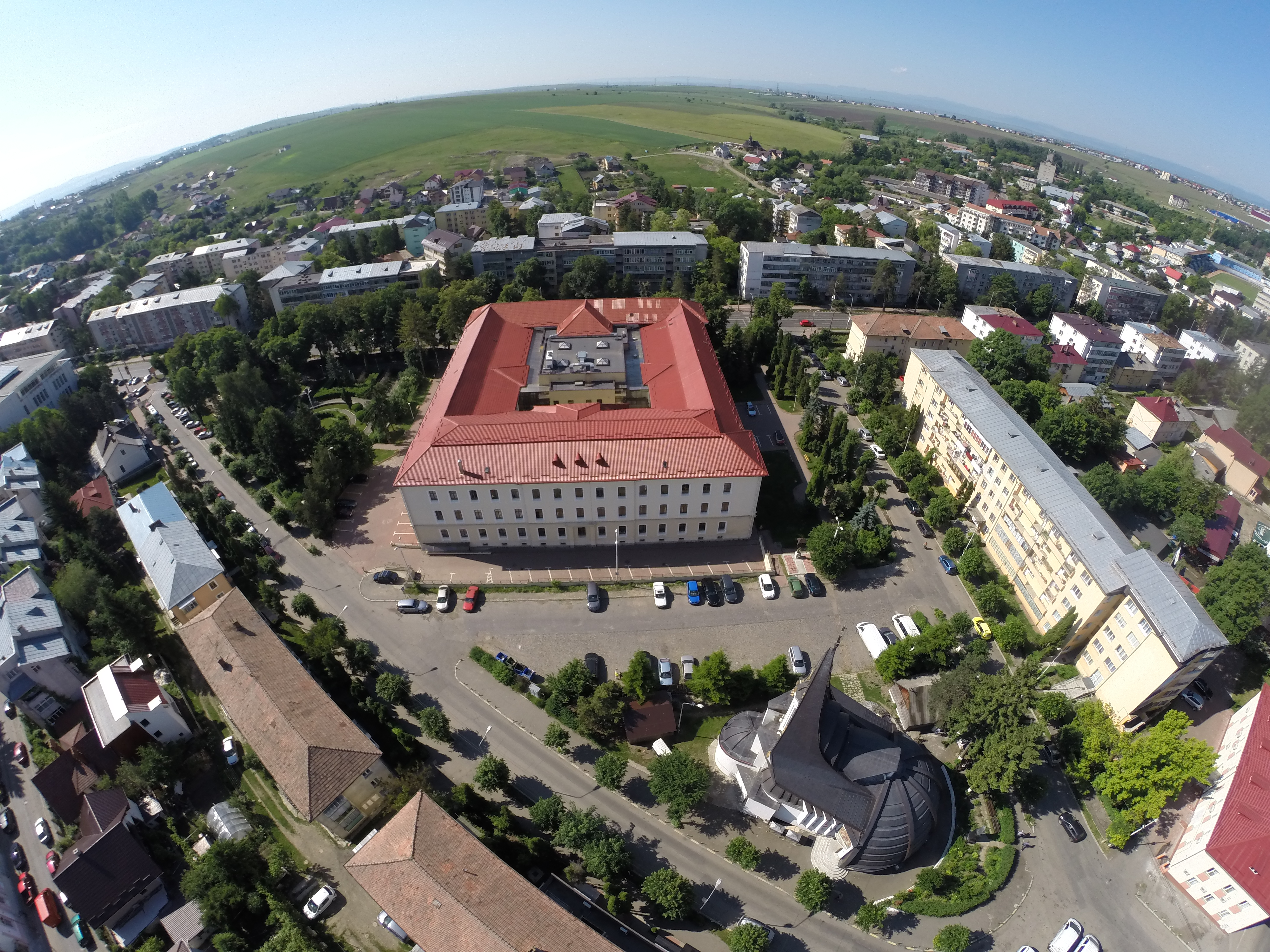
Perspectivă aeriană cu Biserica „Nașterea Maicii Domnului” și Palatul de Justiție din Suceava
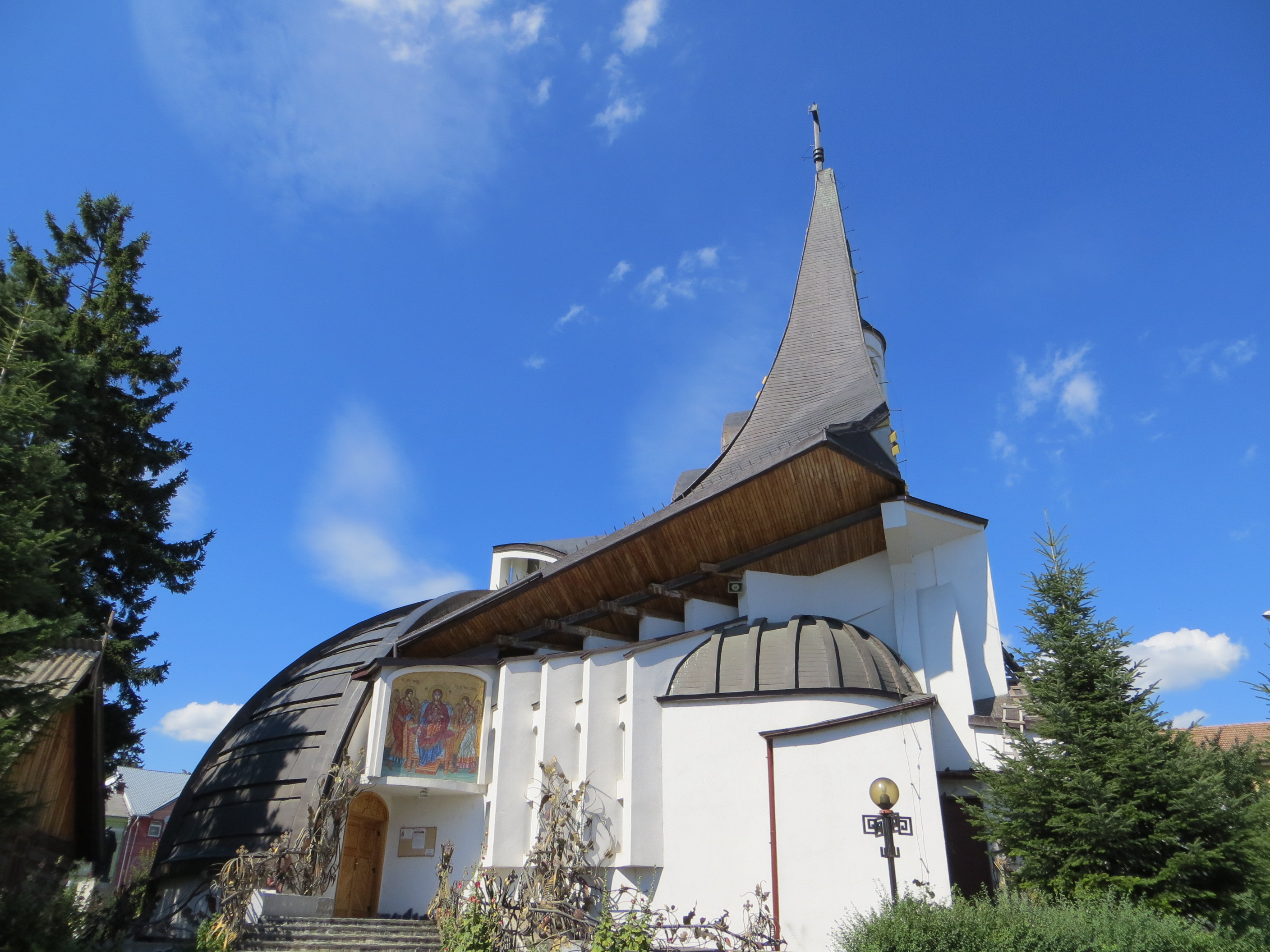
Biserica „Nașterea Maicii Domnului” din Suceava
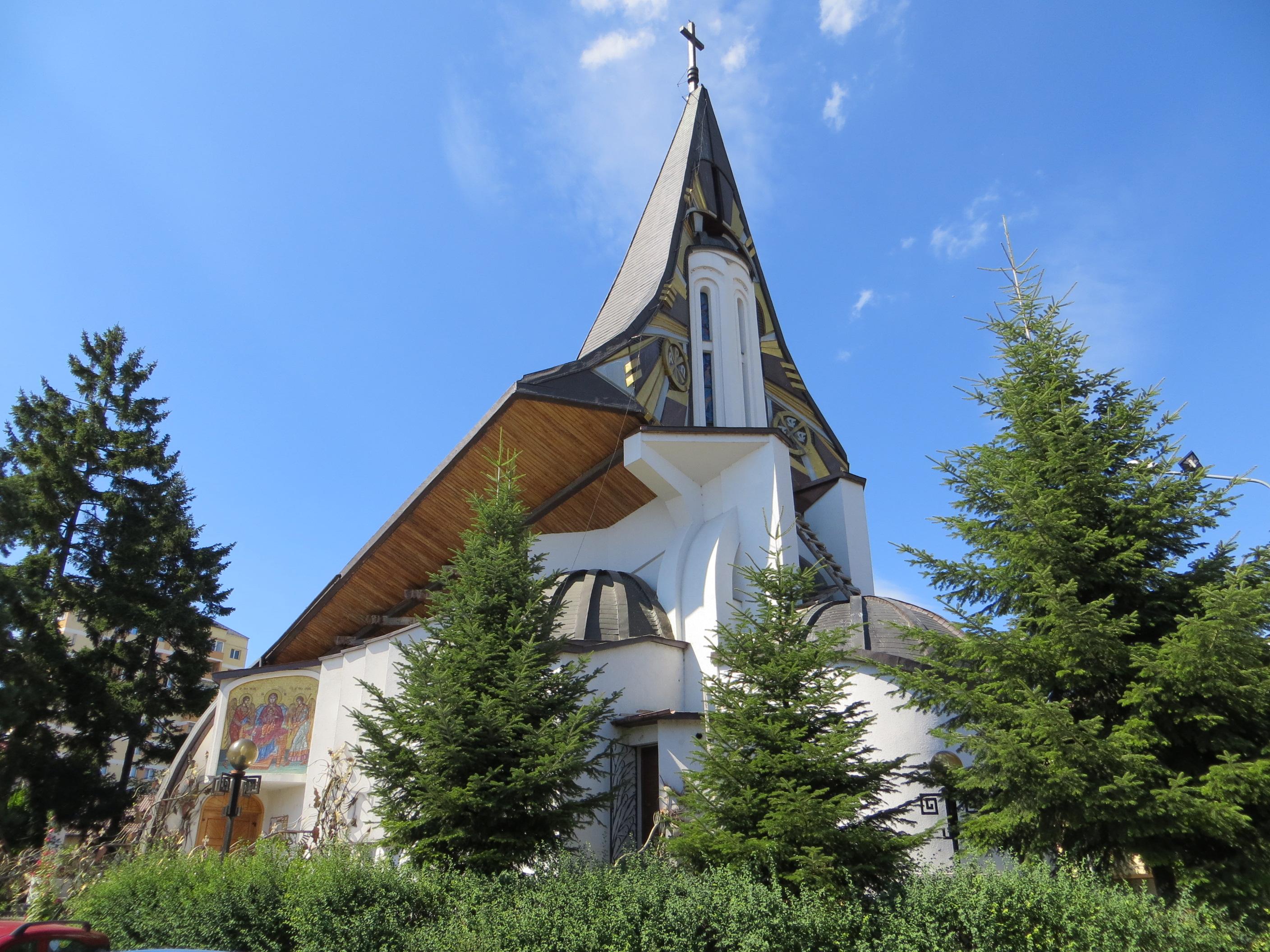
Biserica „Nașterea Maicii Domnului” din Suceava
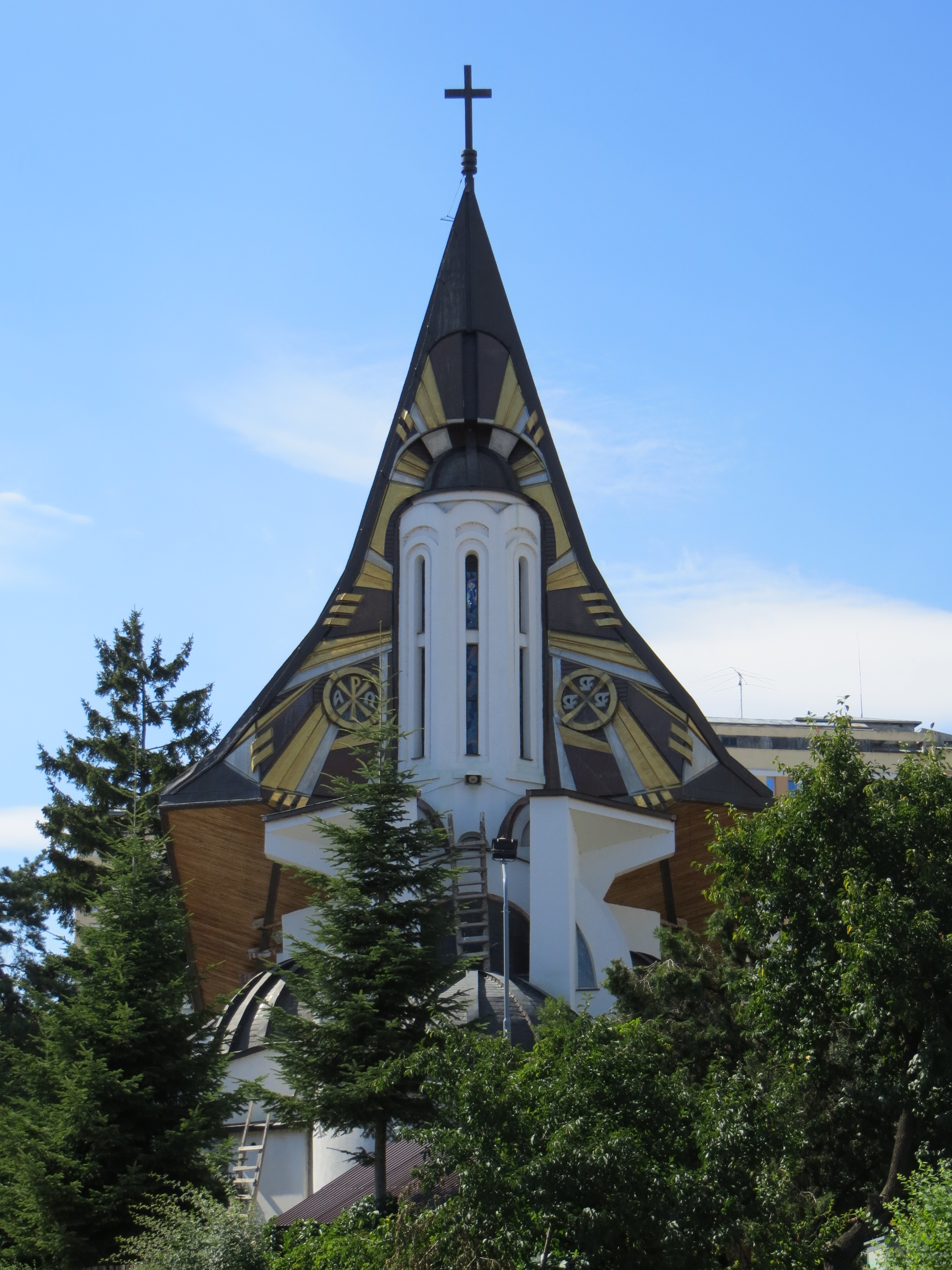
Biserica „Nașterea Maicii Domnului” din Suceava
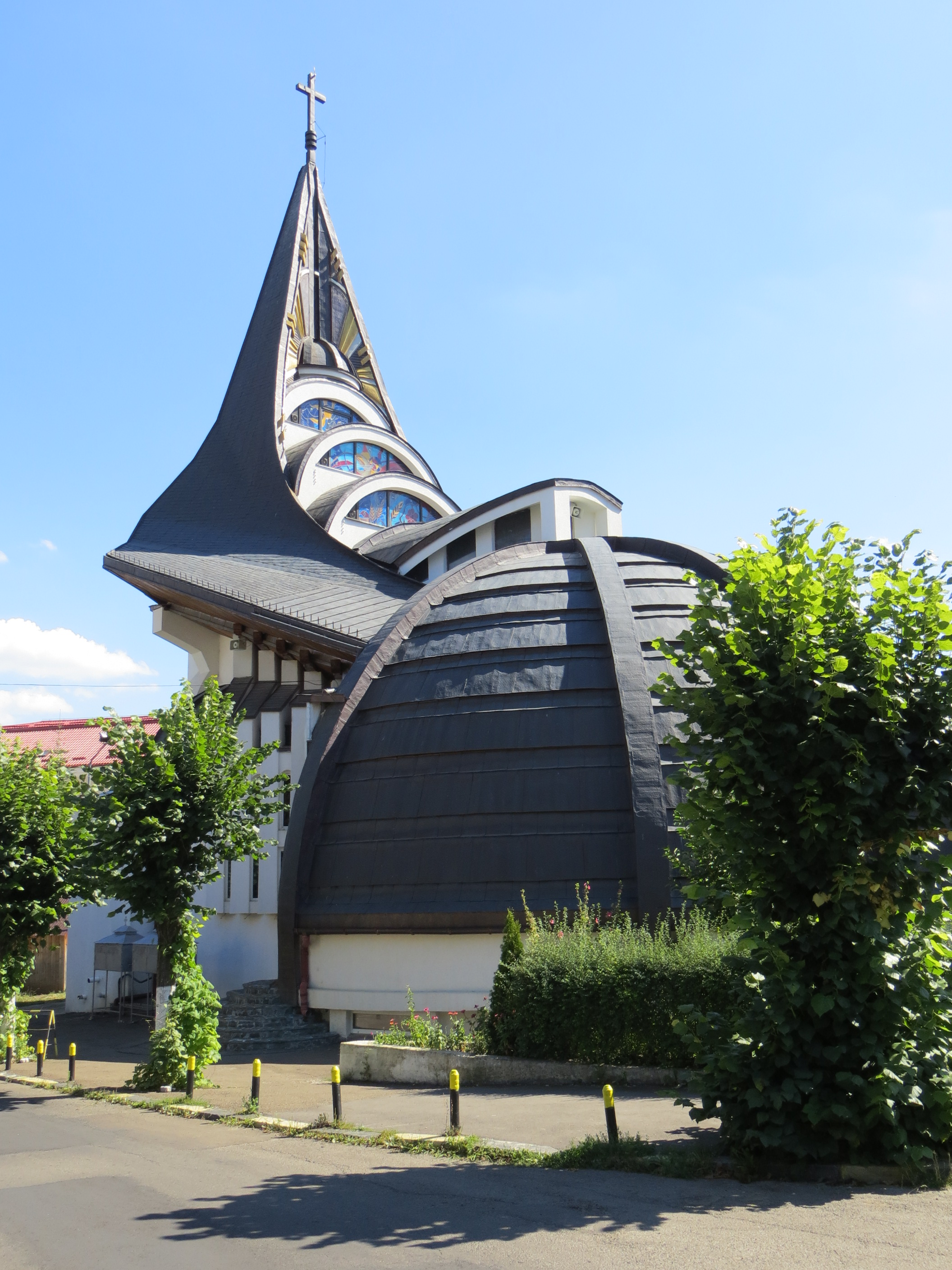
Biserica „Nașterea Maicii Domnului” din Suceava
Grupul statuar „Familia Brâncoveanu”

## Legături externe
- Revista „In Memoriam” - Site oficial Arhivat în 23 martie 2017, la Wayback Machine.
- Biserici.org - Biserica „Nașterea Maicii Domnului” Suceava

## Vezi și
- Palatul de Justiție din Suceava
- Grupul statuar „Familia Brâncoveanu” din Suceava
- Rezistența anticomunistă din România